# Hans Renner (Musikschriftsteller)
Hans Renner (* 4. Juni 1901 in Arolsen/Waldeck; † 9. Februar 1971 in Marburg) war ein deutscher Musikschriftsteller, Komponist, Pianist und Dirigent.

## Leben
Hans Renner studierte Musik und begann seine Laufbahn als Komponist, Pianist und Dirigent in Berlin. 1931 fand die Erstaufführung seiner Oper Nächtlicher Besuch in Gera statt. 
Renner gehörte bereits vor 1934 der NSDAP an. Seit 1934 war er im Verwaltungsausschuss der Reichsmusikkammer tätig. 1936 endete seine Karriere als Komponist und Interpret nach politischen Schwierigkeiten. Er zog sich zurück und schrieb sein erstes Buch: Das Wunderreich der Oper. 1937 wurde er Leiter der Abteilung III Musik in der nationalsozialistischen Gemeinschaft Kraft durch Freude. Von 1941 bis 1945 war Renner Soldat.
1946 wurde er in der SBZ Leiter des Volksbildungsamts in der Potsdamer Provinzialregierung und 1948 Leiter der Abteilung Kunst und Vorsitzender der Volksbühne Brandenburg. Nach erneuten politischen Konflikten übersiedelte er nach Westdeutschland. 
Seit seiner Flucht 1949 war Renner in der Bundesrepublik als Musikschriftsteller erfolgreich tätig. 1952 erschien sein Konzertführer, 1953 die Grundlagen der Musik, 1955 der Kammermusikführer und 1965 die Geschichte der Musik. Kurz vor Vollendung seines Lexikons der Musik starb Hans Renner 1971 in Marburg an der Lahn.

## Schriften
- Das Wunderreich der Oper. Vier Falken, Berlin 1938.
- Reclams Konzertführer. Orchestermusik. Reclam, Stuttgart 1952.
- Grundlagen der Musik. Musiklehre. Reclam, Stuttgart 1953.
  - Neuausgabe: Dorothee Göbel (Bearb.): Grundlagen der Musik (Serie Musik Atlantis, Schott; Bd. 8367). 18., neubearb. Auflage. Atlantis, Mainz 2003, ISBN 3-254-08367-9.
- Reclams Kammermusikführer. Reclam, Stuttgart 1955.
- Geschichte der Musik. DVA, Stuttgart 1965, ISBN 3-421-06244-7.
- Oper, Operette, Musical. Ein Führer durch das Musiktheater unserer Zeit. Südwest, München 1969 (spätere Auflagen unter dem Titel Renners Führer durch Oper, Operette, Musical).